# 음모슬증
음모슬증(陰毛蝨症, pediculosis pubis, crabs, pubic lice) 사면발이기생증, 음모이기생증, 새면발이기생증은 인체의 음모에 우글거리는 기생충의 하나인 사면발니에 의해 발생하는 질병이다. 전 세계 인구의 약 2%에 영향을 준다.

## 짐승에서의 발병
사람만이 이 기생충의 유일한 숙주이지만, 매우 가까운 종인 Pthirus gorillae는 고릴라 개체들도 감염시킬 수 있다.